# غوستاف لامبرت
غوستاف لامبرت (بالفرنسية: Gustave Lambert)‏ هو ملاح فرنسي، ولد في 1 يوليو 1824 في غرييج في فرنسا، وتوفي في 27 يناير 1871.